# Baka (langue nilo-saharienne)
Pour les articles homonymes, voir Baka.
Ne doit pas être confondu avec Baka (langue oubanguienne).
Le baka est une langue nilo-saharienne parlée dans la région de Maridi, dans le Soudan du Sud. La langue est aussi parlée en République démocratique du Congo.

## Classification
Le baka est une langue nilo-saharienne classée dans le sous-groupe bongo-bagirmi, rattaché aux langues soudaniques centrales.

## Phonologie
Les tableaux présentent les voyelles et les consonnes du baka.

### Voyelles
|         | Antérieure  | Centrale | Postérieure |
| ------- | ----------- | -------- | ----------- |
| Fermée  | i [i] ɪ [ɪ] | ɨ [ɨ]    | u [u] ʊ [ʊ] |
| Moyenne | e [e]       | ə [ə]    | o [o]       |
| Ouverte | ɛ [ɛ]       | a [a]    | ɔ [ɔ]       |

### Consonnes
|              |              | Labiales | Alvéolaires | Rétrofl.  | Dorsales | Dorsales | Dorsales    |
| ------------ | ------------ | -------- | ----------- | --------- | -------- | -------- | ----------- |
| Palatales    | Vélaires     | Labiales | Alvéolaires | Rétrofl.  | Labio.   |          |             |
| Occlusives   | Sourde       | p [p]    | t [t]       |           |          | k [k]    | kp [k͡p]     |
| Occlusives   | Sonore       | b [b]    | d [d]       |           |          | g [g]    | gb [g͡b]     |
| Occlusives   | Implosive    | ɓ [ɓ]    | ɗ [ɗ]       |           | ʼy [ ʄ ] |          |             |
| Occlusives   | Prénasale    | mb [m͡b]  | nd [n͡d]     |           |          | ng [ŋ͡g]  | ŋmgb [ŋ͡mg͡b] |
| Fricative    | Sourde       | f [f]    | s [s]       |           |          |          |             |
| Fricative    | Sonore       | v [v]    | z [z]       |           |          |          |             |
| Fricative    | Prénasale    | nv [n͡v]  | nz [n͡z]     |           |          |          |             |
| Affriquée    | Affriquée    |          |             |           | c [t͡ʃ]   |          |             |
| Nasale       | Nasale       | m [m]    | n [n]       |           | ɲ [ ɲ]   | ŋ [ŋ]    |             |
| liquide      | liquide      |          | l [l]       |           |          |          |             |
| Battues      | Sourde       |          |             | tr [ʈ ]   |          |          | kʙ [k͡ʙ]     |
| Battues      | Sonore       | ʙ [ ʙ]   |             | dr [ɖ ]   |          |          | gʙ [g͡ʙ]     |
| Battues      | Prénasale    |          |             | ndr [n͡ɖ ] |          |          | ŋmgʙ [ŋ͡mg͡ʙ] |
| Roulée       | Roulée       | ⱱ [ⱱ]    | r [r]       | ɽ [ɽ]     |          |          |             |
| Semi-voyelle | Semi-voyelle | w [w]    |             |           | y [ j]   |          |             |

### Deux types de voyelles
Le baka, comme une grande partie des langues nilo-sahariennes, différencie les voyelles selon leur lieu d'articulation. Elles sont prononcées, soit avec l'avancement de la racine de la langue, soit avec la rétraction de la racine de la langue.

Les voyelles avec avancement de la racine de la langue sont [i], [ə], [e], [o], [u].
Les voyelles avec rétraction de la racine de la langue sont [ɪ], [ɛ], [ɔ], [a], [ʊ].
une particularité du baka, est la présence d'une voyelle neutre, [ɨ], qui est en dehors du système.

### Tons
Le baka est langue tonale qui possède deux tons, haut et bas. Ceux-ci peuvent se combiner dans les disyllabes.
| Ton       | Exemple | Traduction  |
| --------- | ------- | ----------- |
| haut-haut | ɔ́wɔ́     | tu es lourd |
| bas-haut  | ɔ̀wɔ́     | c'est lourd |
| haut-bas  | ɔ́wɔ̀     | tu sais     |
| bas-bas   | ɔ̀wɔ̀     | il sait     |

## Sources
- (en) Parker, Kirk, 1985, Baka Phonology, dans Occasional Papers in the Study of Sudanese Languages n° 4, pp. 63–85, Juba, Summer Institute of Linguistics, Institute of Regional Languages, College of Education University of Juba.